# Farindola
Farindola (Farìnnele in abruzzese) è un comune italiano di 1 293 abitanti della provincia di Pescara in Abruzzo, nell'area Vestina. Il territorio è compreso nel settore sud-orientale del parco nazionale del Gran Sasso e Monti della Laga.

## Geografia fisica

### Territorio
Il territorio del comune è posto alle falde sud-orientali della catena del Gran Sasso d'Italia nel versante orientale a partire da quote collinari di circa 250 m fino a quote di montagna del Monte Siella (2077 m) e del Monte San Vito (1892 m). Da qui è possibile raggiungere Campo Imperatore attraverso Vado di Sole e una strada che passa per Rigopiano dopo circa 1400 m di dislivello dal fondovalle. Dalla stessa strada da Rigopiano è possibile raggiungere il comune di Castelli nel Teramano.

### Clima
Il clima è fortemente influenzato dalla presenza del Monte Camicia alle spalle, pertanto risulta continentale umido, tipicamente sub-appenninico, con inverni spesso rigidi e interessati da accumuli nevosi dai 10 ai 50 cm (oltre 1 metro e mezzo nel gennaio 2017) ed estati calde ma mitigate dalla montagna, con forte escursione termica fra il giorno e la notte.

## Storia
Il sito fu abitato già nell'era del Neolitico. Infatti in località Rigopiano sono stati trovate capanne pietrose a "thòlos", ben conservate perché usate anche dai pastori come abitazioni provvisorie, durante il periodo dei "tratturi abruzzesi", estintosi nel XX secolo.
Il borgo medievale fu fondato nell'XI secolo dai Normanni, arroccato attorno a un castello, in cima allo sperone roccioso. Immediatamente le sorti del paese furono legate a Penne, che deteneva il dominio del circondario. Nel XVI secolo fu di proprietà dei Farnese, che si installarono nel castello, trasformato in palazzo gentilizio. Nel 1933 un terremoto tra la Maiella e il Gran Sasso fece crollare quel che rimaneva del castello, in stato di abbandono. Attualmente il borgo è molto frequentato dai turisti per le escursioni nella natura e per la vicinanza a borghi storici come Castel del Monte e Rocca Calascio.

### Valanga del 2017
Il 18 gennaio 2017, a seguito di un'intensa nevicata (e non a causa di una serie di scosse telluriche legate al terremoto del Centro Italia, come anche sottolineato dal tribunale di Milano) l'Hotel Rigopiano, ex rifugio e unico albergo della frazione omonima, è stato investito da una valanga di neve e detriti proveniente da una linea di cresta del Monte Siella (Gran Sasso). Fra le 40 persone presenti fra ospiti e personale, vi sono state 29 vittime e 11 sopravvissuti.
I soccorsi sono potuti giungere solo all'alba del giorno seguente, date le vie di comunicazione interrotte e la scarsa visibilità per gli spostamenti in elicottero.

## Monumenti e luoghi d'interesse

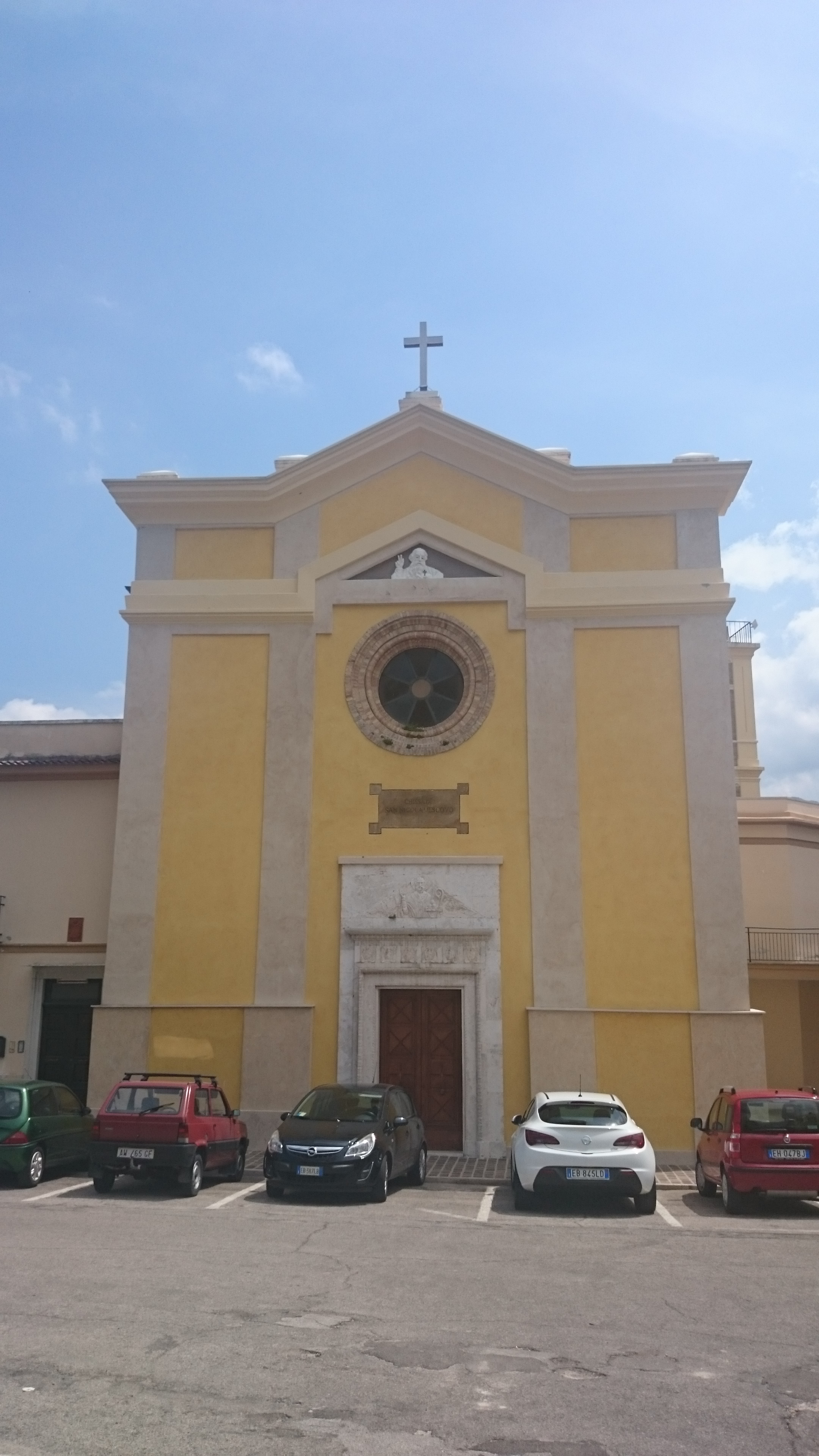
Chiesa di San Nicola

Chiesa parrocchiale di San Nicola di Bari
La chiesa è stata rimaneggiata nel XVII secolo. Si trova poco più in basso lo sperone roccioso del borgo. Ha pianta rettangolare. L'interno è a navata unica mentre il campanile è una torre, che termina a cuspide. L'altare è incassato in un'abside semicircolare in marmo verde, con due cappelle laterali di San Francesco e Sant'Antonio, decorate da cornici barocche. Il soffitto è rettangolare. La facciata ha un portale in marmo con architrave classica. Il rosone centrale è una finestra con decorazioni sulla cornice di pietra. L'aspetto è molto sobrio e ricorda il neoclassico.
Mura del castello Farnese
Le mura rimanenti si trovano in cima allo sperone roccioso. Il castello vide il massimo splendore nel Cinquecento quando era proprietà della famiglia Farnese; successivamente cadde in rovina fino al crollo per il dissesto dello sperone, avvenuto col terremoto del 1933.
La famiglia Farnese tuttavia già dal XVII secolo si era trasferita in un palazzo nel borgo per amministrare meglio il potere. Tale palazzo Farnese è visitabile e ben conservato. Al suo interno vi sono numerosi affreschi gentilizi del Giudizio di Salomone - Quattro Virtù Cardinali della Giustizia, Fortezza, Temperanza e Prudenza.
Vista panoramica del massiccio del Gran Sasso
La località più nota per accedere al Gran Sasso è Rigopiano. Nei dintorni è da vedere la Grotta del Geotritone, presso la valle d'Agri. Il geotritone è una salamandra di montagna, tipica della zona vestina. Nei pressi anche l'area faunistica del camoscio d'Abruzzo, inaugurata il 29 luglio 1992, e la cascata di Vitella d'Oro.

## Società

### Evoluzione demografica
Abitanti censiti

#### Prodotti tipici
- Pecorino di Farindola, dal 2001 presidio Slow Food.
- Miele

### Eventi
Nella prima metà di agosto, è possibile partecipare a una manifestazione di piazza chiamata "camminarmangiando". Tale manifestazione permette sia di riscoprire vecchie tradizioni contadine, sia di assaporare prodotti tipici come il pecorino. Inoltre l'itinerario prevede anche il passaggio in alcuni punti del comprensorio, arrivando sino a Valle D'Angri nel cuore del Parco nazionale.
Durante la settimana di Ferragosto, inoltre, si svolge da nove anni Pecorino & Pecorini, tre giorni di eventi per degustare il tipico formaggio pecorino con il vino Pecorino autoctono abruzzese. Sommelier dell'Ais Italia e produttori caseari del Consorzio di Tutela del Pecorino di Farindola consigliano i migliori abbinamenti nelle piazze del borgo, allietate da spettacoli e concerti.
Alle diverse attività tradizionali che ogni anno animano il territorio di Farindola, nel 2015 è stata creata l'associazione culturale FIAF, Farindola International Arts Festival, grazie alla quale Farindola nel periodo compreso tra la fine di luglio e inizi di agosto diventa luogo di ispirazione per artisti provenienti da ogni parte del mondo. per venti giorni il centro storico si colora di arte, tradizione e cultura.

## Economia

### Turismo
A Farindola è presente un turismo di tipo montano, vista la vicina Rigopiano, ma è anche un'ottima località per apprezzare le bellezze naturali e paesaggistiche; è inoltre possibile praticare pesca sportiva. Passeggiando nel centro storico si possono ammirare i monumentali ruderi del castello medievale. Il centro storico conserva ancora oggi intatta la sua struttura di borgo medievale, con stretti vicoli e case in pietra viva. Fuori dal centro abitato si trovano le celebri Cascate del Vitello d'Oro, che con un salto di oltre 28 metri sono tra le più spettacolari del gruppo del Gran Sasso.

## Amministrazione
| Periodo        | Periodo        | Primo cittadino           | Partito                                                                                     | Carica  | Note          |
| -------------- | -------------- | ------------------------- | ------------------------------------------------------------------------------------------- | ------- | ------------- |
| 23 aprile 1995 | 12 giugno 2004 | Antonio De Vico           | Lista civica di centro (1995-1999) Lista civica (1999-2004)                                 | Sindaco | [ 10 ] [ 11 ] |
| 13 giugno 2004 | 7 giugno 2009  | Massimiliano Giancaterino | Lista civica                                                                                | Sindaco | [ 12 ]        |
| 8 giugno 2009  | 25 maggio 2014 | Antonio De Vico           | Lista civica Farindola insieme                                                              | Sindaco | [ 13 ]        |
| 26 maggio 2014 | in carica      | Ilario Lacchetta          | Lista civica Ascoltiamo Farindola (2014-2019) Lista civica Insieme per Farindola (dal 2019) | Sindaco | [ 1 ]         |